# Трьохізбенський степ
Трьохізбенський степ — відділення Луганського природного заповіднику, що належать до Національної академії наук України.
Територія постраждала під час військових дій.

## Територія та розташування

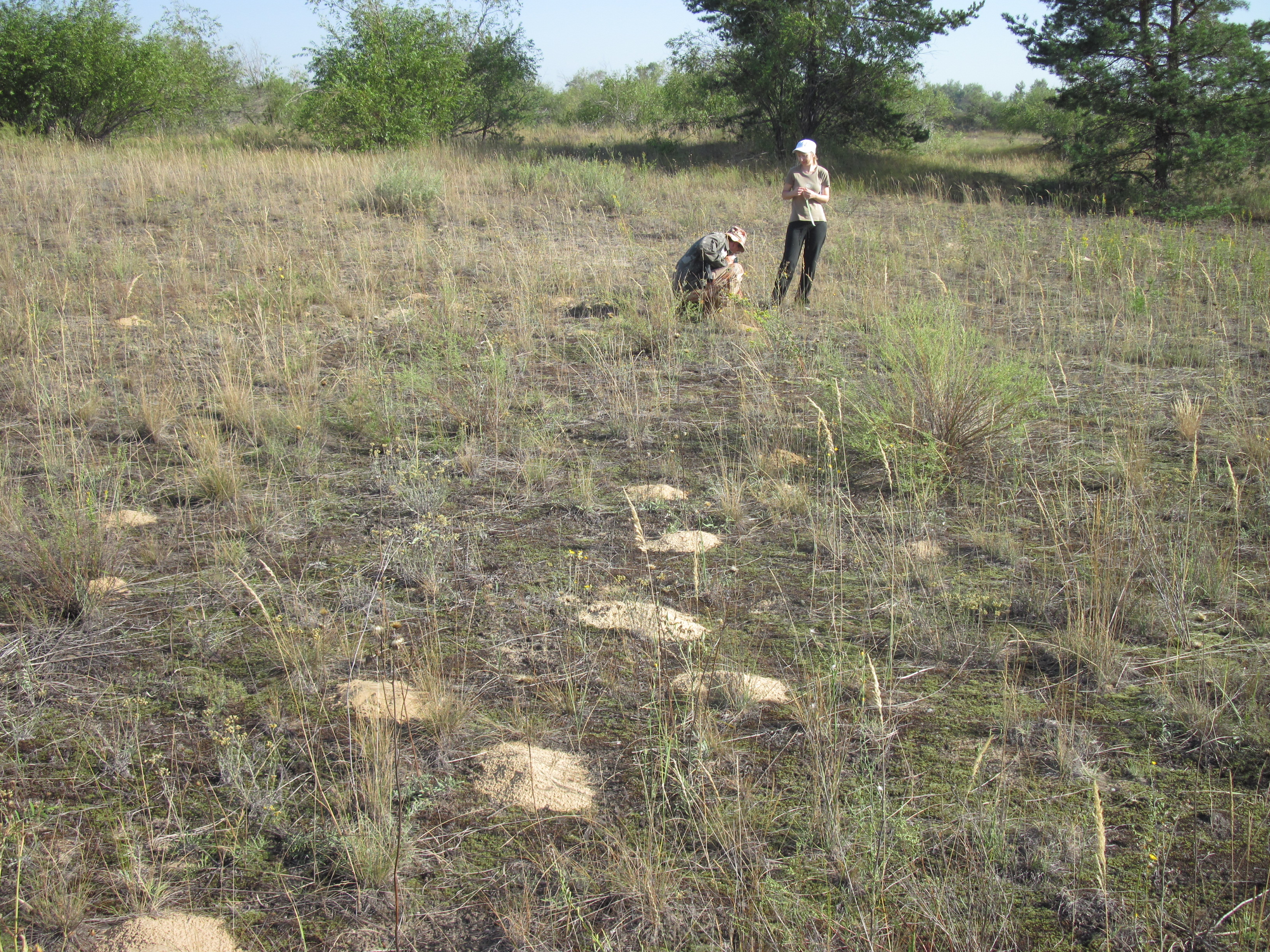
Дослідження колоній сліпушка

Територія заповідної ділянки входить до складу Новоайдарського району Луганської області, і займає землі колишнього Трьохізбенського військового полігону. Знаходиться північніше селища міського типу Трьохізбенка і села Кряківка і південніше сіл Путилине Гречишкіне Дубове Бахмутівка і селища міського типу Райгородка Новоайдарського району.
Найбільша цінність створеного заповідного відділення полягає в псамофітних степах.
- див. місцезнаходження заповідника на wikimapia.org [Архівовано 25 серпня 2011 у WebCite]

## Історія створення
З 2006 р. співробітники Луганського природного заповіднику проводили роботу з розширення території заповідника. Об'єктом для заповідання було обрано масив псаммофітного степу і вирішено організувати тут новий заповідний філіал. Як результат 17 грудня 2008 р. вийшов Указ Президента України про створення нового відділення Луганського заповіднику — Трьохізбенський степ площею 3281 га. Тим самим територія Луганського заповідника була збільшена більш ніж в 2,5 разу, після розширення його площа склала 5403 га.
Створення заповідника є гарним прикладом для використання військових полігонів, які мають високий природоохоронний потенціал.

## Природні умови
У фізико-географічному відношенні територія являє собою фрагмент піщаної надзаплавної тераси середньої течії р. Сіверський Донець. Західна і північно-східна межа заповідника засаджена соснами на піщаній арені Сіверського Дінця. У межах заповідника переважають надзаплавний боровий тип місцевості з рівнинно-хвилястими кучугурно-горбистими піщаними рівнинами з дерново-боровими заплавами під фрагментарними чагарниково-листяними лісами і піщаними псамофіто-ксерофітними степами. Ландшафт типово лісостеповий.
Ґрунтовий покрив ділянки заповідника досить однотипний, структура його строката і обумовлена, головним чином, рельєфом, умовами зволоження і рослинним покривом.
Основний тип ґрунтів дерново-боровий, який утворився під покривом прорідженої псамофіто-ксерофітної степової рослинності в умовах атмосферного зволоження і крізного просочування.
Клімат району континентальний, недостатньо зволожений, теплий, з жарким і сухим літом, холодною і малосніжною зимою. Середньорічна температура повітря складає +7-8 °C, середня температура січня складає − 6,8-7,0 °C, липня — +22 °C.
Річна кількість опадів за Слов'яносербським метеопостом 425 мм, при цьому 72 % річних опадів доводиться на теплий період року. Характерною ознакою клімату є посухи і суховії, швидкість вітру при яких досягає понад 15 м/сек, а тривалість їх коливається в межах 5-22 днів.

## Ландшафтний склад
У відсотковому відношенні територія заповіднику представлена такими ландшафтами:
- Степи — 95 %,
- умовно-природні ліси — 3 %,
- штучні ліси — 2 %[1].

## Рослинність
Найбільшою цінністю створеного заповідника є псамофітні степи. Це одна з останніх великих ділянок в Україні, що збереглася в первозданному стані, і не засаджена культурами сосни. Псамофитні степи являють собою комплекс фітоценозів з різною структурою і складом, відповідно до різних стадій заростання пісків. Найбільш поширеними є групування з домінуванням вівсяниці Беккера і тонконога піщаного, також тут представлені рослинні угрупування з участю вейніка наземного, осоту колхідського, житняків Лавренко і донського, пирея хвилєносного, полевиці піщаної. Велику цінність мають угрупування ковили дніпровської (Stipa borysthenica) — ці спільноти охороняються Зеленою книгою України. У складі позначених угрупувань росте велика кількість рідкісних і ендемічних рослин:
- воловик Попова (Anchusa popovii)
- глід український (Crataegus ucrainica)
- гвоздика розчепірена (Dianthus squarrosus)
- маренка пахуча (Asperula graveolens)
- житняк лавренка (Agropyron lavrenkoanum)
- жовтозілля дніпровське (Senecio borysthenicus)

До Червоної книги України (ЧКУ) занесено 7 видів виявлених в Трьохізбенському степу судинних рослин, до Європейський червоний список (ЄЧС) — 3 види, до Червоного списку МСОП — 1 вид, до Додатку І Бернської конвенції (БЕРН) — 1 вид:
- житняк донський (Agropyron tanaiticum Nevski) (МСОП);
- жовтозілля дніпровське (Senecio borysthenicus (DC.) Andrz. ex Czern.) (ЄЧС);
- ковила дніпровська (Stipa borysthenica Klokov ex Prokudin) (ЧКУ);
- козельці донецькі (Tragopogon donetzicus Artemcz.) (ЧКУ);
- козельці донські (Tragopogon tanaiticus Artemcz.) (ЄЧС);
- лікоподієла заплавна (Lycopodiella inundata L.) Holub) (ЧКУ);
- рястка Буше (Ornithogalum boucheanum (Kunth) Asch.) (ЧКУ);
- сон лучний (Pulsatilla pratensis L.) Mill.) (ЧКУ);
- тюльпан дібровний (Tulipa quercetorum Klokov et Zoz) (ЧКУ);
- фіалка Лавренка (Viola lavrenkoana Klokov) (ЄЧС);
- цибуля савранська (Allium savranicum Besser) (ЧКУ);
- юринея волошковидна (Jurinea cyanoides L. Rchb.) (БЕРН).

## Фауна

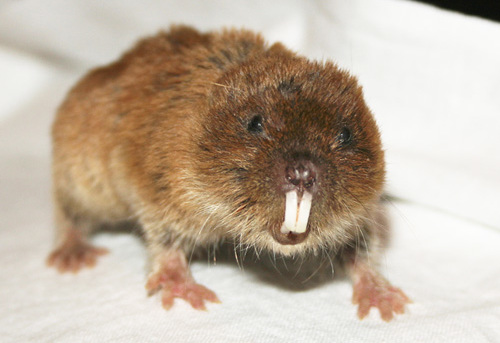
Ellobius talpinus — сліпушок степовий: типовий представник фауни Трьохізбенського степу

Теріофауна. Сліпушок степовий (Ellobius talpinus), дуже рідкісний для України, проте є одним з фонових видів ссавців заповідника. Цей степовий вид раніше був широко розповсюджений в межах України, але на сьогоднішній день зберігся тільки у Криму і Луганській області. До основних причин зменшення ареалу належать розорювання степів і насадження штучних монокультур сосни на території мешкання сліпушонки. Великий масив піщаного степу Трьохізбенського полігону оминуло розорювання, саме тому тут зміг зберегтися цей гризун.
На території заповідника реєструються заєць-русак, звичайна полівка, курганчикова миша, лисиця звичайна, вовк, борсук звичайний, ласка. З ратичних постійно мешкають дика коза і свиня дика, також можливі заходи оленів і лося з боку заплавних лісів рік Айдар і Сіверський Донець. Також припускається мешкання рідкісних для України степових видів, внесених до Червоної книги України:

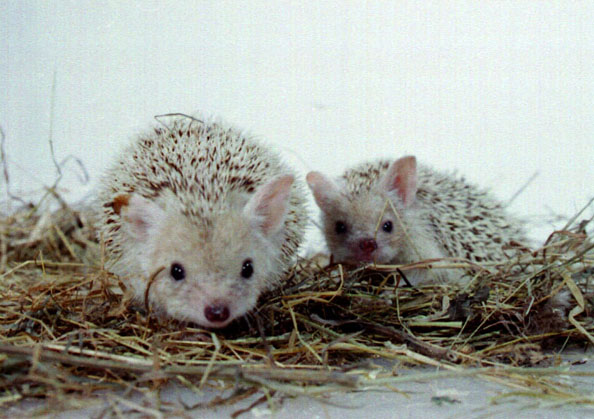
Hemiechinus auritus — їжак вухатий

- їжак вухатий (Hemiechinus auritus)
- тушкан великий (Allactaga major)
- перегузня звичайна (Vormela peregusna)
- тхір степовий (Mustela eversmanni).

Орнітофауна. Фауна птахів складається як зі степових, так і з лісових видів. Фоновими видами піщаного степу є жайворонок польовий і посмітюха, плиска біла, щеврик польовий, куріпка сіра, перепілка звичайна. Для колків і чагарникових заростей характерні фазан звичайний, яструби великий і малий, канюк звичайний, боривітер звичайний, сова вухата, дрімлюга, одуд, сіра ворона, кропив'янка сіра, зяблик, сорокопуд терновий, вівсянка садова та ін.

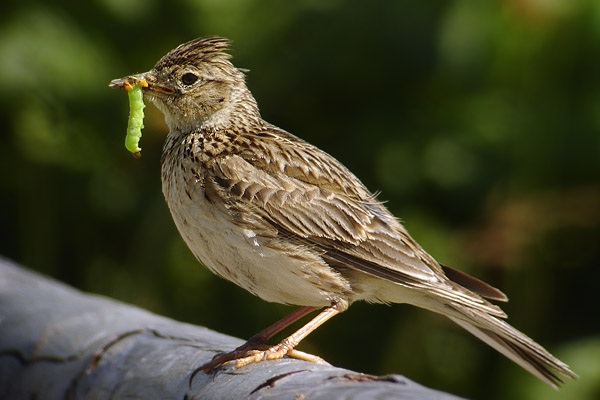
Жайворонок польовий — типовий вид відкритих біотопів

Орнітофауна заповідника до кінця не вивчена. Припускається гніздування лежня (Burhinus oedicnemus), який занесений до Червоної книги України. Цей вид колись був звичайним для псамофитних степів надзаплавних терас Сіверського Дінця. Також припускається гніздування і інших рідкісних видів — огар (Tadorna ferruginea), лунь лучний (Circus pygargus), яструб коротконогий (Accipiter brevipes), орел-карлик (Hieraaetus pennatus).